# Isaac Merritt Singer

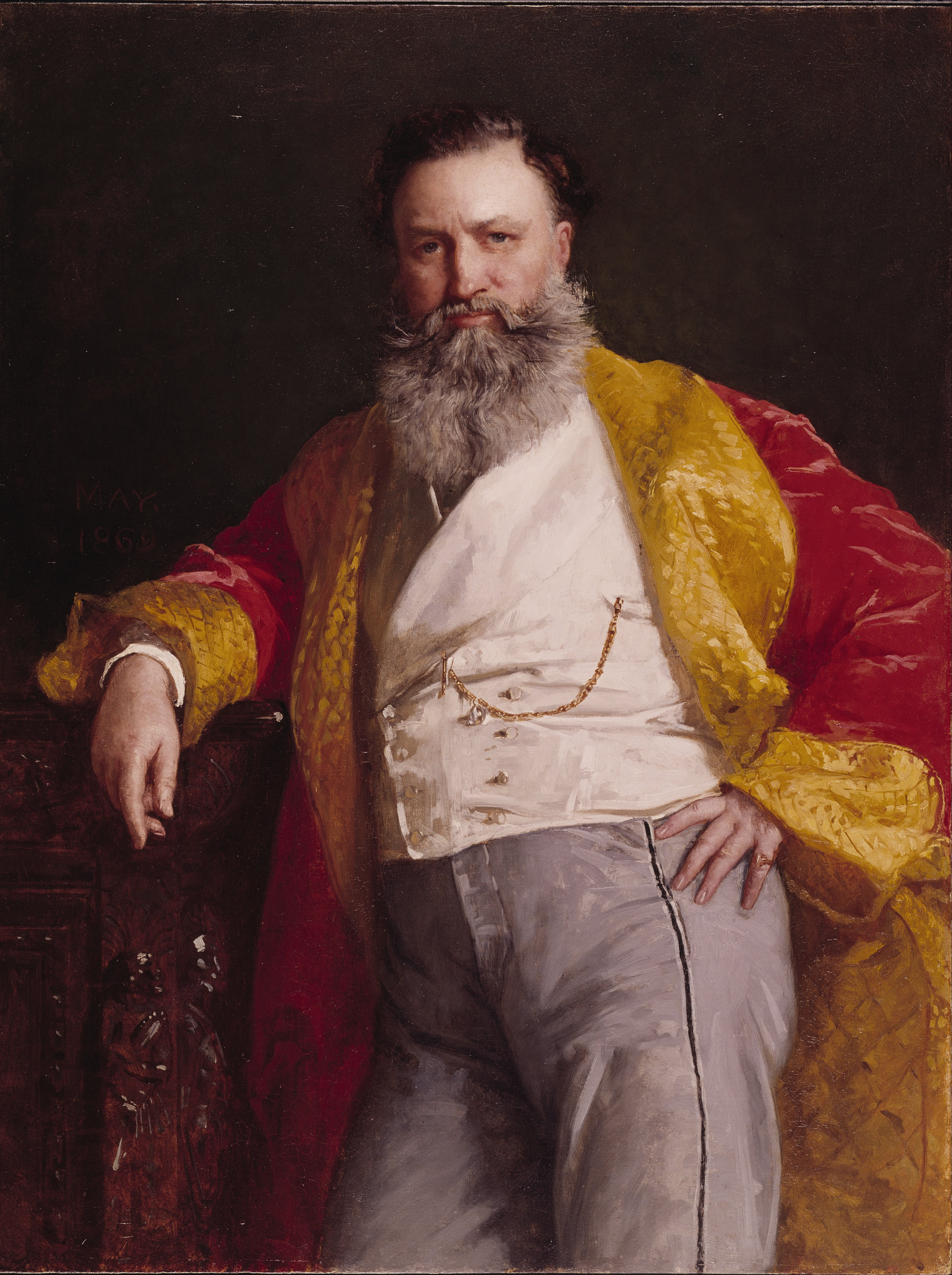
Isaac Merritt Singer

Isaac Merritt Singer (* 27. Oktober 1811 in Pittstown, New York; † 23. Juli 1875 in Paignton, Devonshire, Großbritannien) war ein US-amerikanischer Unternehmer und Erfinder. Er leistete wesentliche Beiträge zur Entwicklung der Nähmaschine.

## Leben

### Frühe Jahre
Singer wurde als achtes Kind des Mühlenbauers Adam Singer geboren. Wie er selbst 1853 in einem Interview sagte, waren seine Eltern „deutscher Herkunft“. 1803 waren sie aus der Pfalz in die USA eingewandert. Mit zwölf Jahren verließ Singer sein Elternhaus, weil sich „das Temperament seiner Stiefmutter nicht mit seinem Willen nach Freiheit“ vertrug. Er ging nach Rochester und schlug sich mit Jobs beim Bau des Eriekanals durch. Im Alter von 19 Jahren begann er eine Lehre in einer Mechanikerwerkstatt, verließ diese aber bereits nach vier Monaten, um sich einer Gruppe von Schauspielern anzuschließen. Seinen Lebensunterhalt verdiente er sich abwechselnd als Mechaniker und Schauspieler. 1830 heiratete er Catherine Maria Haley. Mit ihr hatte er zwei Kinder. Die Familie zog nach New York City.
1836 ließ er seine Familie in New York zurück, um als Agent einer Tourneegruppe von Schauspielern zu arbeiten. In Baltimore lernte er Mary Ann Sponsler kennen. Mit ihr sollte er die nächsten 24 Jahre zusammenleben. 1837 wurde ihr erster Sohn geboren, neun weitere Kinder sollten folgen. Die nächsten zwei Jahre verbrachte Singer allein „als Bürger von Chicago“ in Illinois, wo er als Mechaniker beim Bau des Illinois- und Michigan-Kanals arbeitete.

### Erste Erfindungen
Sein erstes Patent erhielt Singer 1839 für eine Gesteinsbohrmaschine. Er verkaufte sein Patent für 2.000 USD an die Illinois-und-Michigan-Kanalbaugesellschaft. Damit verfügte er erstmals über einen größeren Geldbetrag. Er entschied sich, seine Karriere als Schauspieler wieder aufzunehmen. Er gründete eine Tourneegruppe, die sich Merrit Players nannte. Zusammen mit M.A. Sponsler und ihrem Bruder tingelte Singer durch Ohio als „Vortragskünstler“.
1844 ließ sich Singer in Fredericksburg nieder. Hier arbeitete er in der Werkstatt der Gebrüder Day, die Holzlettern für den Druck herstellten, zog aber bald nach Pittsburgh um, wo er 1846 seine eigene Holzlettern-Werkstatt eröffnete. Hier entwickelte er seine „Maschine zum Schneiden von Holz und Metall“, eine Weiterentwicklung des Pantographen für das Druckgewerbe. Am 10. April 1849 ließ er diese patentieren.
1850 kehrte Singer nach New York zurück, um die Schneidemaschine in der renommierten Fabrik von A.B. Taylor auszustellen. Hier begegnete ihm G.B. Zieber, der sein Geldgeber wurde und ihm die Rechte an der Maschine für Massachusetts abkaufte. Nach einer Explosion in der Taylor-Fabrik, bei der sein Prototyp zerstört wurde, versuchte Singer sein Glück mit der Maschine in Boston. In der Werkstatt von O.C. Phelps, wo er einen neuen Ausstellungsraum fand, wurden auch die Nähmaschinen von Lerow & Blodgett, eine „Rotationsschiffchen-Nähmaschine“, gebaut und repariert. Da niemand Singers Schneidemaschine bestellte, bat Phelps Singer, sich genauer mit dieser Nähmaschine zu befassen. Die Nähmaschinen, die zu dieser Zeit zur Verfügung standen, waren nicht nur komplex in der Herstellung, sondern auch unzulänglich in der Nutzung. Durch das sich drehende Schiffchen riss der Faden ständig. Singer, dessen Stärke es war, mechanische Fehler zu erkennen und eine Lösung zu liefern, änderte die Arbeitsweise der Maschine komplett. Sein Prototyp war die erste Nähmaschine, die funktionstüchtig war. Mit Hilfe einer Finanzierung durch George B. Zieber, der gemeinsam mit Phelps sein Partner wurde, gründeten sie die I.M. Singer & Company.

### I. M. Singer & Co
Die ersten Nähmaschinen der I.M. Singer & Company fanden ihren Einsatz in der Industrie, in Sattlereien sowie in Bekleidungs- und Schuhfabriken. Und die Nachfrage wuchs, denn funktionstüchtige Maschinen waren rar. Alle Nähmaschinen bis zur Weiterentwicklung durch Walter Hunt produzierten einen Kettenstich, der sich jedoch rasch wieder auflöste. Unabhängig davon entwickelte auch Elias Howe eine Nähmaschine und erhielt dafür am 10. September 1846 ein Patent. Singer verbesserte und veränderte seine Maschinen ständig, um sie optimal anwendbar und in verschiedenen Bereichen einsetzbar zu machen. Seine Maschinen hatten bald einen so guten Ruf, dass er 500 bis 800 Maschinen verkaufte. Damit gehörte er neben Wheeler & Wilson und Grover & Baker von Anfang an zu den führenden Nähmaschinen-Herstellern.
1851 trat Rechtsanwalt Edward Clark in die Firma ein, zunächst als vierter Partner, nach dem Ausscheiden von G.B. Zieber als dritter. Clark als „aktiver Manager“ übernahm das Marketing und die Finanzen, Singer die Produktion. Singers Erfolg blieb nicht unbeachtet. Elias Howe, der drei Patente für Teile hielt, die Singer in seinen Maschinen verwendete, verklagte ihn wegen Patentverletzung. Zwischen Howe und Singer brach darauf ein Patentkrieg aus, der zugunsten von Howe ausging. Singer zahlte daraufhin für jede produzierte Nähmaschine eine Gebühr an Howe. 
1856 war für die Company in zweifacher Hinsicht ein Durchbruch. Die führenden Nähmaschinen-Hersteller sowie Howe legten ihre Patentstreitigkeiten durch die Gründung der „Sewing Machine Combination“ bei, die die Produktion regelte, und Singer brachte als erster eine Haushaltsmaschine, genannt „Schildkrötenrücken“, auf den Markt. Zwei Jahre später baute die Company in New York an der Mott Street ein neues Werk, „der beste Bau, der je zu Produktionszwecken errichtet wurde“.
Die I.M. Singer & Company entwickelte sich bald zum größten Nähmaschinenproduzenten der Welt. Bereits 1856 wurden 2.564 Maschinen hergestellt; 1860 waren es bereits 13.000. Isaac Singer expandierte nach Europa und baute 1867 eine weitere Firma in Glasgow auf, die 1883 mehr als 12.000 Beschäftigte zählte. Die Nähmaschinenproduktion erreichte 1872 eine jährliche Stückzahl von 180.000.

### Finanzieller Erfolg
Für Singer wurde in nur zehn Jahren der amerikanische Traum wahr, nämlich vom Wanderschauspieler zum Millionär aufzusteigen. Er war ein self-made-man, ja sogar Autodidakt und Perfektionist. Als Erfinder gehörte er zu den Wenigen, die auch als Unternehmer erfolgreich waren. Singers Verdienst um die Nähmaschine, so Andrew B. Jack, lag darin, dass 
1. er die zehn wichtigsten Elemente miteinander kombinierte, die seine Maschinen für die Handhabung und Anwendbarkeit optimierten
2. er die Konstruktion revolutionierte
3. sein Konzept noch heute die Grundlage aller Industrie- und Haushaltsmaschinen darstellt

Der finanzielle Erfolg erlaubte es ihm, sich an der vornehmen Fifth Avenue in New York eine Villa zu kaufen, in die er mit seiner Familie einzog. 1860 ließ er sich von seiner ersten Frau scheiden. Im gleichen Jahr löste Mary Ann Sponsler einen Skandal aus. Sie fand heraus, dass er eine Beziehung zu seiner Angestellten Mary McGonigal unterhielt. Damit wurden seine zahlreichen Liebschaften publik. Er war Vater von 18 Kindern mit vier Frauen. Nach weiteren Enthüllungen in der Presse war auch der Ruf der Firma bedroht. Singer floh nach Europa, zunächst nach London, später nach Brüssel und Paris.
Während Isaac Singer in London lebte, versuchte Mary Ann, Teile des Vermögens für sich zu sichern. Sie argumentierte dabei, dass sie zwar niemals formal mit Isaac verheiratet gewesen sei, sie jedoch nach dem Common Law als Ehepaar zu betrachten seien, da sie mehr als sieben Monate zusammengelebt hätten, nachdem sich Isaac Singer von seiner ersten Frau Catherine habe scheiden lassen. Eine finanzielle Einigung wurde letztendlich erreicht, ohne dass eine formale Scheidung ausgesprochen wurde. 
1863 einigten sich Singer und Clark, die I.M. Singer & Company in eine Aktiengesellschaft, in The Singer Manufacturing Company, umzuwandeln. Singer legte die Geschäftsleitung nieder, blieb aber Mitglied des Aufsichtsrates und wesentlicher Anteilseigner.
Im Juni des gleichen Jahres heiratete Singer (52) die 22-jährige Isabella Eugenie Summerville, geborene Boyer, die er in Paris kennengelernt hatte, und zog mit seiner neuen Familie nach Yonkers.

### Die letzten Jahre in Europa

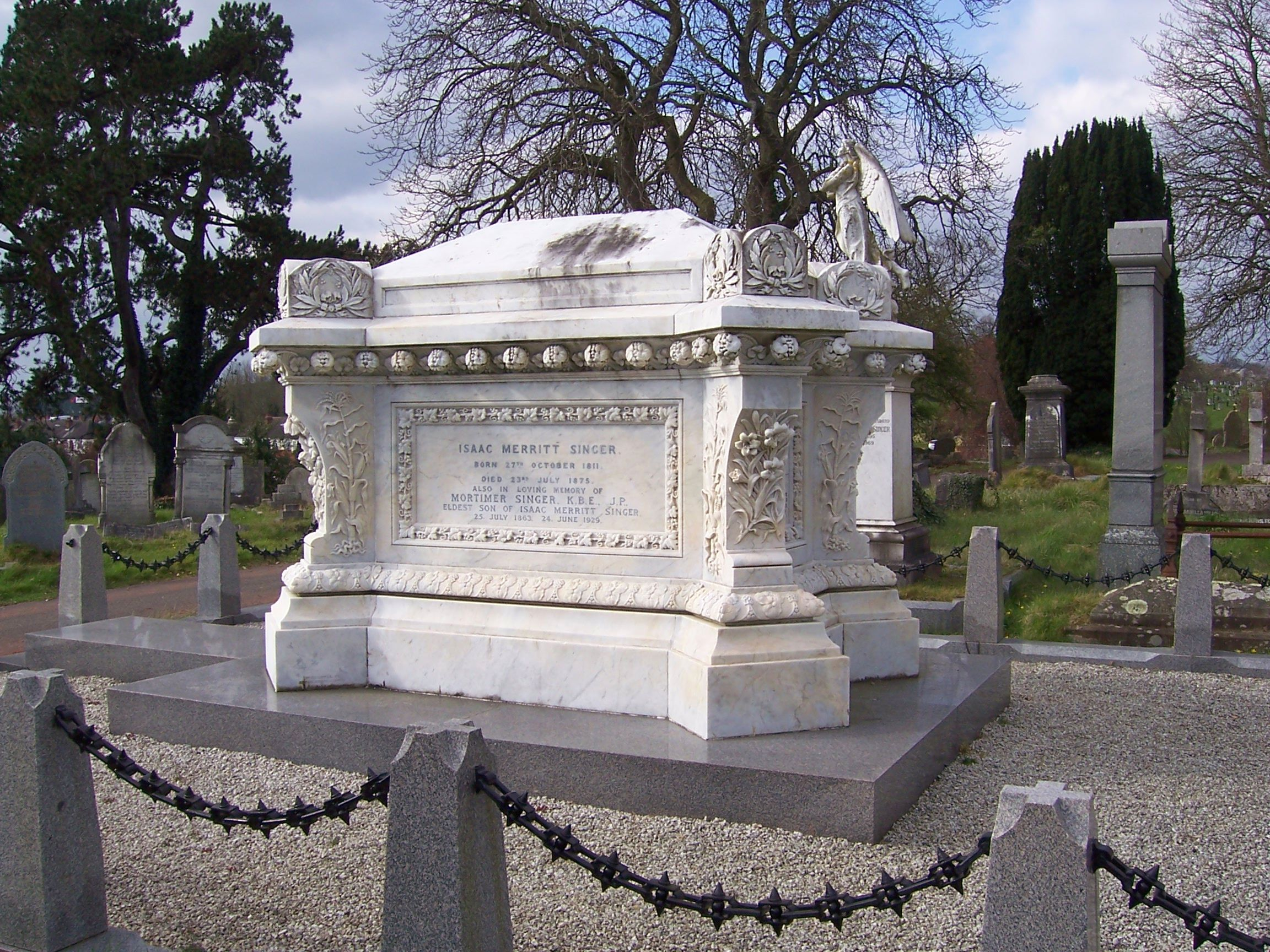
Singers Grab in Torquay

In Yonkers ließ sich Singer eine neue Villa, „The Castle“, bauen. Währenddessen wuchs seine neue Familie: Mit seiner Frau Isabelle hatte er sechs gemeinsame Kinder. Aufgrund von Singers Lebensführung war ihm eine aktive Rolle in der New Yorker Gesellschaft verwehrt. 1866 verließ die Familie deshalb die USA, um sich in Frankreich niederzulassen. Er lebte gemeinsam mit seiner Familie bis zum Deutsch-Französischen Krieg 1870/71 in Paris und emigrierte während der Kriegszeit nach England. Dort hielt er sich eine Zeit lang in London auf, zog aber bald aus gesundheitlichen Gründen nach Devon und baute in Paignton, Devon, sein „Wigwam“, das Herrenhaus Oldway Mansion, sollte jedoch den Einzug nicht mehr erleben. Er erkrankte plötzlich im Mai 1875 an einer Lungenentzündung. Zwei Monate später, neun Tage nach der Hochzeit seiner Tochter Alice Merritt, starb Isaac Singer. Er wurde in Torquay, Devon, beerdigt. Bis zuletzt hielt Singer Kontakt zu einigen seiner Kinder aus früheren Beziehungen.

## Erbe und Nachkommen
Singer hinterließ ein für damalige Verhältnisse erhebliches Vermögen von über 14 Mio. Dollar und zwei Testamente, die dieses Vermögen auf die verschiedenen Mitglieder seiner Familie aufteilten. Einige seiner Nachkommen wurden aus unterschiedlichen Gründen nicht bedacht, was Streitigkeiten zur Folge hatte. Mary Ann klagte, dass sie die legitime „Mrs. Singer“ sei, doch wurde Isabella zur rechtmäßigen Witwe erklärt. Isabella heiratete in der Folge einen limburgischen Musiker namens Victor Reubsaet, der die Titel des Vicomte d’Estemburgh und des Herzog von Camposelice erben sollte.
Isaacs 18. Kind, Winnaretta Singer heiratete nach kurzer, bald annullierter Ehe mit dem Prinzen Louis de Scey-Montbéliard den Prinzen Edmond de Polignac und wurde zu einer wichtigen Kunstmäzenin. Eine weitere Tochter, Isabelle-Blanche (geboren 1869), heiratete Elie, duc Decazes. Daisy Fellowes ging aus dieser Ehe hervor. Einer der Söhne, Paris Singer, hatte gemeinsam mit Isadora Duncan einen Sohn, und ein weiterer Sohn, Washington Singer, wurde zu einem bedeutenden Stifter für die spätere University of Exeter. Heute trägt eines der Gebäude seinen Namen.